# BREM-84
BREM-84（ウクライナ語:БРЕМ-84ベーエールエーエーム・ヴィスィムデスャート・チョトィールィ、ブレーム・ヴィスィムデスャート・チョトィールィ；ロシア語: БРЭМ-84ベーエールエーエーム・ヴォースィミヂスャト・チトィーリェ、ブレーム・ヴォースィミヂスャト・チトィーリェ）は、ウクライナのA・A・モローゾフ記念ハリコフ機械製造設計局 (KhKBM) で開発された装甲回収車である。なお、「BREM」 (БРЕМ) とはウクライナ語で「装甲を施された修理・回収用車輌」を意味する「Броньована ремонтна евакуаційна машина」の略語である。

## 概要
BREM-84は、BMP-1を種車とするBREM-2やT-64を種車とするBREM-64の後継車輌として、当時開発中であったオプロート国産主力戦車の車体を流用して製作された。実質的には、T-80UDのプラットフォームが使用された。
BREM-84は、一般の装甲回収車と同様に、戦闘や訓練中などに損傷し自力走行できなくなった装甲戦闘車輌の回収と曳航を任務としている。BREM-84では、この任務の遂行のため、溶接作業、エクスカベート(土掘り)作業を行うことができる。
作業上の基本能力は前任車輌のBREM-64に準じているが、もととなった車輌がT-64からT-80UD・オプロートに改善されたことで、車体性能は向上している。主ウィンチの牽引重量はBREM-64で25tであったが、BREM-84でも25tとなっている。貨物積載スペースは、1.200m×1.900mとなっており、総重量1.5tまでの予備部品の運搬も行うことができる。エンジン出力は、BREM-64の700馬力から1,200馬力へと向上されている。
完成されたBREM-84は、マレーシアで行われたトライアルにT-84とともに出場した。この後、T-84の部隊配備とともに実用化となった。

## 運用国
- ウクライナ